# Al Ahmadi (província)
Al Ahmadi é uma das seis muhafazat do Kuwait. É a muhafazah mais a sul do país.

## Dados
Capital: Al Ahmadi
População: 364 484 hab.